# كينيث برستون
كينيث برستون (بالإنجليزية: Kenneth Preston)‏ هو عسكري أمريكي، ولد في 18 فبراير 1957 في Mount Savage, Maryland ‏ في الولايات المتحدة.